# بينيتو بيريث جالدوس
بينيتو بيريث جالدوس (بالإسبانية: Benito Pérez Galdós) روائي وكاتب مسرحي ومؤرخ إسباني، ولد في لاس بالماس في كناريا الكبرى في مدريد في 10 مايو 1843. اشتهر بأنه ممثل للرواية الواقعية في القرن التاسع عشر في إسبانيا. ويعد جالدوس واحدا من أهم الكتاب الذي كتبوا باللغة الإسبانية. وتوفي في مدريد في 1920.

## أعماله
ترجم عمر بوحاشي روايته السيدة بيرفيكتا" إلى العربية.

## روابط خارجية
- بينيتو بيريث جالدوس على موقع IMDb (الإنجليزية)
- بينيتو بيريث جالدوس على موقع الموسوعة البريطانية (الإنجليزية)
- بينيتو بيريث جالدوس على موقع ألو سيني (الفرنسية)
- بينيتو بيريث جالدوس على موقع أول موفي (الإنجليزية)
- بينيتو بيريث جالدوس على موقع قاعدة بيانات الأفلام السويدية (السويدية)
- بينيتو بيريث جالدوس على موقع قاعدة بيانات الأفلام السويدية (السويدية)
- بينيتو بيريث جالدوس على موقع قاعدة بيانات الفيلم (الإنجليزية)
- بينيتو بيريث جالدوس على موقع كينوبويسك (الروسية)